# Monica Pinto
Monica Pinto is een Argentijns rechtsgeleerde op het gebied van internationaal recht en mensenrechten. Ze is momenteel rechter en vicepresident van het Gerecht voor ambtenarenzaken van de Wereldbank.

## Levensloop
Pinto behaalde haar meesterschap in de rechten en haar doctoraat aan de Universiteit van Buenos Aires. In de periode van 1994 tot 2006 was ze vicedecaan en sinds 2010 decaan voor academische zaken aan de Law School van deze universiteit, en van 2007 tot 2010 voorzitter van de uitgeverij ervan.
In ongeveer dezelfde periode, van 1994 tot 2007, was ze met juridische taken belast voor het Ministerie van Buitenlandse Zaken. Voor de secretaris-generaal van de Verenigde Naties trad ze op als onafhankelijk specialist in het onderzoek naar de mensenrechtensituatie in Guatemala (1993-97) en Tsjaad (2004-05). Ze trad op als advocaat en specialist voor een aantal instanties en gerechtshoven. Voor de periode van 2009 tot 2014 dient ze als rechter en daarnaast is ze vicepresident van het Gerecht voor ambtenarenzaken van de Wereldbank in Washington D.C.
Pinto heeft uitgebreid gepubliceerd op het gebied van internationaal recht en mensenrechten en was gasthoogleraar aan verschillende academische instituten, waaronder de Columbia Law School, de Universiteit van Parijs I en II, de Universiteit van Rouen en de Haagsche Academie voor Internationaal Recht. Van 2008 tot 2011 was ze voorzitter van de International Association of Law Schools (IALS). In 2008 werd ze benoemd tot ridder in de Franse Nationale orde van verdienste en het jaar erop werd ze onderscheiden met de Goler T. Butcher Medal van de American Society of International Law en de mensenrechtenprijs van B'nai Brith in Argentinië.